# 신명사문자

고대 히브리 문자로 적어놓은 신명사문자.

신명사문자(神名四文字, 고대 그리스어: τετραγράμματον 테트라그람마톤[*])는 창조주 곧 여호와 또는 야훼의 이름을 나타내는 히브리어 네 글자(יהוה)를 가리킨다. 로마자로는 "YHWH"로 표기한다.

## 발음 회피
고대 히브리인들은 신명사문자의 발음을 직접 하는 것을 꺼려했기 때문에 발음하는 대신 아도나이(אֲדֹנׇי, 나의 주)라고 불렀다. 단, 아도나이 뒤에 나오는 신명사문자는 "아도나이 아도나이"라고 부르는 것이 아니라, "아도나이 엘로힘"(אֲדֹנׇי אֱלֹהִים, 나의 주 하나님)이라고 불렀다.

## 번역
그리스어 성경, 특히 신약에서는 퀴리오스(Κύριος, 주), 라틴어에서는 도미누스(Dominus, 주)로 번역한다. 영어에서는 로드(Lord)로 번역하는 경우가 있다. 한국어에서 공동번역에서는 야훼로, 개역한글판, 개역개정판, 신세계역 등에는 여호와로 번역한다.

## 같이 보기
- 야훼
- 여호와
- 피휘